# 발레리 르메르시에
발레리 르메르시에(Valérie Lemercier, 1964년 3월 9일 ~ )는 프랑스의 배우, 영화 감독, 영화 각본가, 가수이다.

## 작품 목록

### 영화 출연
- 밀루의 어떤 5월 (1990, Milou en mai)
- 비지터 (1993)
- 사브리나 (1995)
- RRRrrrr!!! (2004)
- 파리의 연인들 (2006)
- 꼬마 니콜라 (2009)
- 몬테 카를로 (2011)
- 사랑의 유효기간은 3년 (2012)
- 아스테릭스와 오벨릭스: 여왕폐하를 위하여 (2012, Astérix et Obélix : Au service de Sa Majesté)
- 꼬마 니콜라의 여름방학 (2014)
- 알린 (2021, Aline) - 연출 겸임
- 쿠 드 샹스 (2023)

### 영화 연출
- 알린 (2021, Aline)